# Jean d'Auffay
Jean d'Auffay, (milieu du XVe siècle- 1510?), natif de Béthune, (département du Pas-de-Calais), est un juriste, conseiller et diplomate du XVe siècle. Il est principalement connu pour avoir produit un mémoire célèbre défendant les intérêts de Marie de Bourgogne, fille du duc de Bourgogne Charles le Téméraire, face aux appétits du roi de France Louis XI. 

## Biographie
On sait peu de choses sur la vie de Jean d'Auffay. Originaire de Béthune, son nom a souvent été déformé : Dorflay, Offay, Ansay. Dans une version de son principal ouvrage, conservée à Florence, l'auteur est dit seigneur de Lambres. Un ouvrage de 1768 précise qu'il est seigneur d'Arquenbrone (paroisse de Lumbres), et de Croisnal. Certains points communs laissent supposer qu'il pourrait toutefois s'agir de Lambres-lez-Douai. 
Il commence sa carrière au service de Charles le Téméraire, en tant qu'avocat puis conseiller et maître des requêtes au grand conseil des Pays-Bas à Malines créé en 1473 par le duc de Bourgogne. 
Il demeure dans cette fonction sous la fille du duc, Marie de Bourgogne, épouse de Maximilien d'Autriche, laquelle rend le grand conseil ambulant en 1477, celui-ci se réunissant dans la ville où elle se trouve. 
En 1476, Jean d'Auffay, cité dans un texte, n'est qualifié ni de monseigneur, ni de chevalier, sa qualité de noble ne semble donc pas établie. Néanmoins, sa science juridique, son dévouement fidèle, lui valent d'être bien en cour et de bénéficier de la confiance de ses maîtres. 
Auteur du mémoire juridique, historiographique et politique, défendant les droits de Marie de Bourgogne, il va longtemps être considéré comme un des champions de la nation belge naissante. 
Cependant, à la fin de sa vie, on le retrouve au service de la France : le roi Charles VIII, fils et successeur de Louis XI, lui confirme la possession des terres de Violaines et Auchy près de La Bassée (sans doute Auchy-les-Mines).
La date du décès de Jean d'Auffay n'est pas connue avec certitude. Il a été dit qu'il est mort avant 1494, un texte laissant entendre qu'il avait, à cette date, laissé des affaires personnelles en litige. Toutefois, il semble qu'il continua de servir la France en produisant un nouveau mémoire en appui des prétentions de la France sur les seigneuries des Pays-Bas. Une autre source signale qu'il peut être mort en 1510.
Il avait épousé Jeanne d'Aubermont, dont il eut une fille Barbe d'Auffay, épouse de Simon le Borgne, dont postérité, parfois sous le nom de d'Auffay.

## Négociateur bourguignon
Dès la mort de Charles le Téméraire, son épouse Marguerite d'York et sa fille adressent au roi Louis XI un mémoire énonçant leurs observations. En outre, le grand conseil des Pays-Bas charge Jean d'Auffay d'étudier la question des droits de la duchesse à hériter de son père, de recenser les empiètements de Louis XI et de tenter d'amener celui-ci à cesser de maintenir des revendications non fondées. Selon Louis XI, le duché devait revenir à un héritier mâle et donc à la couronne de France. Jean d'Auffay est ainsi chargé de démontrer que le duché est un fief pouvant se transmettre par les femmes.
Jean d'Auffay entreprend alors d'intenses recherches dans les archives de Lille, (archives de la chambre des comptes des ducs de Bourgogne) Rupelmonde, Malines, (archives du grand conseil), Bruges, Saint-Omer, pour pouvoir soutenir, preuves à l'appui, l'argumentation fondant les droits de la maison de Bourgogne. Cet important travail aboutit à la rédaction du mémoire qui a fait sa célébrité, dans la défense des revendications de Marie de Bourgogne. Le texte, probablement daté de 1477, fait beaucoup de bruit lors de sa sortie, et fut de maintes fois copié et traduit, parfois sous des titres différents. Jean d'Auffay reçoit paiement le 14 mars 1478, pour quarante jours de recherches dans les archives citées en compagnie d'autres conseillers. Le mémoire est présenté devant le Parlement de Paris en 1478.
Louis XI juge le plaidoyer suffisamment solide pour estimer nécessaire de produire une réponse démontrant le bien-fondé de ses prétentions sur la Flandre, le comté de Hainaut, le comté d'Ostrevant. Il en charge le procureur général Jean de Saint-Romain ainsi que l'avocat général au parlement François Hallé. Le document figure dans les collections de la bibliothèque de la ville de Lille et n'a pas été publié.
À la même époque, Jean d'Auffay fait partie des huit commissaires chargés par le gouvernement ducal, conjointement avec les autorités de la ville de Gand, de juger le chancelier de Bourgogne Guillaume Hugonet et le seigneur d'Humbercourt, Guy de Brimeu. Chargés, parmi d'autres, d'une ambassade auprès de Louis XI, ils étaient accusés d'avoir failli à leur mission, voire d'avoir trahi. Les deux accusés sont condamnés et décapités à Gand en 1477. Le nom de Jean d'Auffay, orthographié Jean Offuys, figure à ce propos dans une cédule du 28 mars 1476.
Jean d'Auffay va, dans les années suivantes, multiplier les ambassades, dans l'objectif permanent de ramener une paix durable entre la France et la Bourgogne (guerre de Succession de Bourgogne) :
- en 1478, Jean d'Auffay fait partie d'une ambassade à Tournai, sans grand résultat; toutefois, en juin 1478, une trêve est conclue
- en 1480, il est chargé, avec d'autres délégués, de rencontrer à Péronne le cardinal de la Rovère (famille Della Rovere) (probablement le futur pape Jules II, alors légat du pape et ambitionnant de ramener la paix entre souverains européens afin de mener à bien un projet de croisade contre les Turcs), pour obtenir que la cardinal soit arbitre entre Louis XI et Maximilien Ier. Le 27 août 1480, il fait partie des hauts mandataires qui signent une trêve, prélude à de difficiles négociations en vue d'une paix définitive[2].
- en mars 1482, il est retrouvé à Arras, aux côtés de Jean de Lannoy, pour représenter Maximilien et traiter avec les français, ce qui aboutit au traité d'Arras (1482), favorable à la France, Marie de Bourgogne étant décédée en début d'année et Maximilien ayant moins de légitimité à défendre les possessions de la maison de Bourgogne[1].
- il est ensuite plénipotentiaire en Lorraine puis retrouvé à Amboise, pour mettre au point de nouveaux projets d'arbitrage
- en 1483, Jean d'Auffay fait partie de l'ambassade envoyée près du dauphin, le futur Charles VIII, à Paris pour le féliciter de son union avec Marguerite d'Autriche[9].

Cette même année, l'abbaye de Saint-Bertin, sollicitée par les échevins de Saint-Omer, offre à Jean D'Auffay, une belle vaisselle d'argent pour le remercier de ses efforts dans la recherche de la paix.

## Au service de la France
Jean d'Auffay est ensuite retrouvé, vers 1483-1485,  au service de la France. Les raisons de ce revirement sont mal connues. On peut simplement relever que Louis XI lui a donné les terres de Violaines et d'Auchy-les-Mines en 1483, pour le motif que le diplomate « s'est grandement et vertueusement employé au bien de chacune des parties», lors des négociations ayant mené au traité d'Arras de 1482. Le don n'a pris effet qu'à la mort de Louis XI en août 1483, et il a été confirmé par Charles VIII le 3 juillet 1484. 
Il semble également que d'Auffay se posait des questions depuis la mort de Marie de Bourgogne en 1482. Du fait de cette disparition, défendre les intérêts de Maximilien d'Autriche contre le roi de France, suzerain de la Bourgogne, lui posait apparemment problème, même si Marie de Bourgogne avait un fils et héritier Philippe Ier le Beau, dont il ne fut probablement pas le conseiller, contrairement à ce qui est affirmé en 1768.
En 1485, Jean d'Auffay fait partie d'une délégation s'étant rendue à Tournai, à laquelle participent également des notables gantois sur ordre du roi de France, mais cette entreprise n'aboutit à rien de notable.
En rétorsion de son retournement de position, le 31 mai 1486, Maximilien d'Autriche fait remise totale aux habitants de Douai des rentes que ceux-ci doivent au diplomate.

## Œuvres

### Œuvre majeure
- La juste querelle et esclaircissement du droit prétendu par Madame de Bourgongne ès duchez de Bourgongne, comtez d'Arthois et de Bourgongne, pour spoliation indue et guerre tortionnaire à elle inférée par le roi de France Louis. (date probable : 1477[1] ou fin 1478, début 1479, au moment des négociations diplomatiques de Saint-Omer[5]).

Il existe de nombreux exemplaires manuscrits du document à la Bnf, aux Archives nationales, à Lille, Amiens, aux Archives générales du Royaume de Belgique, comme dans celles de plusieurs villes du pays, etc.. Le mémoire a été imprimé, mais avec des erreurs, dans le Codex juris gentium diplomaticus (1693) de Gottfried Wilhelm Leibniz, qui l'attribue au chancelier de Bourgogne Guillaume Hugonet. Il est également connu sous différents titres.
Jean d'Auffay plaide la sincérité de son texte, présenté en deux parties principales : la première défend les droits de Marie de Bourgogne, en tant qu'héritière de Charles le Téméraire, la seconde expose les fondements des droits de Marie. Il traite d'abord des droits légaux de Marie à l'ensemble de ses possessions, puis passe en revue les différents éléments constituant son héritage.
Le texte est disponible en ligne sur Gallica. Considéré comme essentiel pour « l’histoire diplomatique, juridique et politique de l’Europe au Moyen Âge tardif », et mal connu, il fait l'objet de recherches récentes de l'institut de Recherches historiques du Septentrion, lié au C.N.R.S..

### Autres productions
- Mémoire pour la justification des droits du roi sur les seigneuries des Pays-Bas (date probable : après 1494). Copie conservée à la BnF.
- De l'advouerie de Béthune (date inconnue).
- Histoire  des congrès de Péronne et de Coblentz tenus l'un en 1465 et l'autre en 1468 (date inconnue).
- Du comté du Ponthieu (date inconnue).
- Du comté d'Ostrevant (date inconnue)[13].